# Elisa Hipólito
Elisa Hipólito Sagaseta (Madrid, 11 de abril de 2002) es una actriz, bailarina, cantante y pianista española. 

## Biografía
Es hija del actor Carlos Hipólito y de la actriz Mapi Sagaseta.
Desde muy pequeña recibió formación en danza clásica, danza española, piano y canto. 
Trabajó como bailarina y actriz en el musical Billy Elliot (musical) junto a su padre, en el Nuevo Teatro Alcalá. Posteriormente, interpretó a Marty en Grease (musical).
En 2022 fue nominada a los premios Unión de actores por su participación como actriz de reparto en el musical "Billy Elliot".
Ha participado en la serie Vota Juan y en 2023 ha protagonizado la película Campeonex, secuela de Campeones.
También apareció en dos cortometrajes llamados Cardelinas y 7 dosis de Dopamina.

## Filmografía

### Televisión
| Año  | Título    | Personaje    |
| ---- | --------- | ------------ |
| 2019 | Vota Juan | Alumna Firma |

### Videoclips
| Año  | Título    | Cantante   |
| ---- | --------- | ---------- |
| 2019 | Volcánica | Pepa Lucas |

### Cine
| Año  | Título    | Personaje |
| ---- | --------- | --------- |
| 2023 | Campeonex | Cecilia   |

### Cortometrajes
| Año  | Título              | Personaje |
| ---- | ------------------- | --------- |
| 2020 | Cardelinas          | Adela     |
| 2022 | 7 dosis de Dopamina | Cecilia   |

### Musicales
| Año  | Título              | Personaje |
| ---- | ------------------- | --------- |
| 2012 | Sonrisas Y Lágrimas | Marta     |
| 2017 | Billy Elliot        |           |
| 2019 | Grease              | Marty     |